# Keiron Self
Keiron Self (ur. 1971 w Newport) – walijski aktor, znany m.in. z roli Rogera Baileya w serialu komediowym Moja rodzinka.

## Filmografia
- 2005 9 Steps to a New Start
- 2005 Cynthia
- 2005 Casualty
- 2005 The Story of Treacy Beaker
- 2002 Moja rodzinka (My Family)
- 2002 High Hopes
- 2001 Lucky Bag
- 1999 Jack of Hearts
- 1998 Mortimer's Law